# Pandolfo Reschi

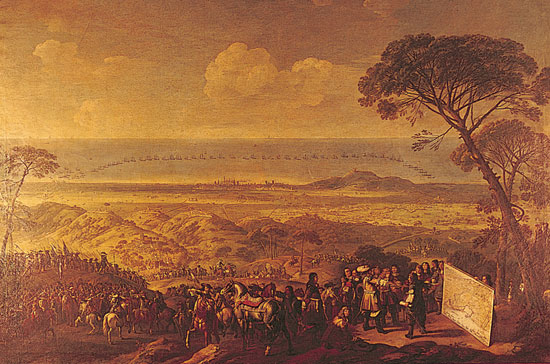
Vista general del asedio de la ciudad de Barcelona por las tropas de Juan José de Austria, Florencia, Galería Corsini.

Pandolfo Reschi, llamado Pandolfo Polacco en los inventarios florentinos del siglo XVIII (Danzig, actualmente Gdansk, c. 1640/1643-Florencia, c. 1696/1699), fue un pintor y dibujante polaco activo en Italia.

## Biografía
Nacido en la actual Gdansk (Polonia), muy pronto se trasladó a Venecia y de allí a Roma donde entró en contacto con la pintura de Salvator Rosa. Siguiendo a Rosa e influido por Jacques Courtois se convirtió en pintor de batallas y paisajes. Hacia 1665 y tras un viaje por Lombardía se estableció en Florencia. Aquí gozó de la protección del cardenal Francisco María de Médici y de los Riccardi y los Rinuccini entre otras grandes familias florentinas, quienes pudieron sentirse atraídos por el estilo poco convencional de su pintura.
Por encargo de Bartolomeo Corsini, caballerizo del gran duque Fernando II de Médici, pintó hacia 1681 dos grandes óleos de la Guerra de los Segadores conservados en la Galería Corsini de Florencia: la Gran battaglia presso Barcellona, dedicado a la batalla de Montjuic (1641), y el Assedio di Barcellona de 1652, donde representó a la ciudad sitiada por tierra y por mar por las tropas de Juan José de Austria, quien en el ángulo inferior derecho estudia las operaciones militares ante un gran plano de Barcelona.